# Pirttisaari (ö i Lappland, Rovaniemi, lat 66,75, long 25,98)
Pirttisaari är en ö i Finland. Den ligger i sjön Perunkajärvi och i kommunen Rovaniemi i den ekonomiska regionen  Rovaniemi ekonomiska region  och landskapet Lappland, i den norra delen av landet, 700 km norr om huvudstaden Helsingfors. Öns area är 0,4 hektar och dess största längd är 130 meter i sydöst-nordvästlig riktning.